# Uneven Beats
Uneven Beats (в переводе с англ. — «Неравномерный ритм») — второй мини-альбом американской инди-рок-группы Our Wild Love, бывшей Plain Jane Automobile. Это первый альбом, выпущенный после переименования группы. Релиз состоялся 8 июля 2013 года.

## Об альбоме
В середине 2012 года Plain Jane Automobile покинул барабанщик Джеймс Диккенс. После этого стал вопрос о дальнейшем существовании группы. Оставшиеся участники приняли решение переименовать группу в Our Wild Love, и начали экспериментировать с драм-машинами и электронными инструментами. Первый после переименования сингл «Low» был выложен для бесплатного скачивания 12 ноября 2012 года на сайте bandcamp.com.
Далее в марте 2013 года группа завела страничку на сайте Kickstarter для сбора средств на запись нового мини-альбома. Свои взносы сделали 106 человек, и необходимая сумма в 6800 долларов была собрана с перебором на 4%.
Релиз состоялся на bandcamp.com 8 июля 2013 года. Через несколько дней альбом стал всем доступен для бесплатного скачивания, однако любой желающий может сделать группе пожертвование. Пользователям, непосредственно участвовавшим в краудфандинге, выслали CD-копии альбома с автографами.
В него вошло шесть новых песен, в том числе и «Low» в слегка изменённом виде (конкретнее были добавлены клавишные и уменьшена общая громкость трека). В отличие от всех предыдущих альбомов, в звучании песен стала преобладать электроника, барабанщик был заменён драм-машиной, а также были добавлены звуки из приложений iPad.
У альбома также существует инструментальная версия, однако для бесплатного скачивания она недоступна.

## Список композиций
Слова и музыка всех песен — Крайдер, Мехиа и МакКоркелл.
| №                   | Название            | Длительность |
| ------------------- | ------------------- | ------------ |
| 1.                  | «Low»               | 3:51         |
| 2.                  | «North South North» | 4:13         |
| 3.                  | «Money»             | 2:59         |
| 4.                  | «Disappear»         | 3:29         |
| 5.                  | «16 Chords»         | 3:43         |
| 6.                  | «Sleepwalking»      | 5:06         |
| Общая длительность: | Общая длительность: | 23:21        |

## Участники записи

### Our Wild Love
- Джеймс «Дюк» Крайдер — вокал, фортепиано
- Луис Мехиа — гитара, звуки из приложений iPad
- Пол МакКоркелл — бас-гитара, программирование драм-машины, клавишные

### Производство
- Кен «Гранд» Ланьон, Рик Биато — сведение
- Кен «Гранд» Ланьон — мастеринг